# 巴林左旗
巴林左旗，古稱临潢，是内蒙古自治区赤峰市下辖的一个旗，面积6713平方公里，旗人民政府驻林东镇。

## 历史
辽初，在此地建城，称皇都，后称上京城。地属临潢府，为辽五京之一。
明嘉靖二十五年（1546年），漠南蒙古察哈爾部受土默特部所脅，東遷佔據原為明朝设置的泰宁、福余、朵颜三卫（合称兀良哈三卫）屬地。属于内喀尔喀五鄂托克之一的巴林部兼并了泰宁卫，此后本地隶属巴林部。
后金天聪二年（1628年），巴林部脱离察哈爾归附后金。天聪八年（1634年），后金在硕翁科尔地方，为已归附的蒙古诸部划定牧地设旗，始将巴林部划定在今巴林左右二旗及林西县的地面上。
清朝顺治五年（1648年），始建巴林左翼旗。民国十四年（1925年），设驻林东设治局，行驶县府职权。民国二十一年（1932年），林东设治局升为林东县:269-276。
满洲国大同二年（1933年），日本取得长城战役胜利，撤销林东县，并入巴林左翼旗。7月1日，成立巴林左翼旗行政公署:269-276。
1945年8月15日，苏联红军进驻巴林左旗，林东地区各界组织了林东治安维持会，公推和子章为会长，代行地方政府职权。不久，东蒙古人民自治政府建议由和子章成立旗政府。12月1日，巴林左翼旗政府成立，和子章任旗长，林东治安维持会解散:269-276。
清代屬昭烏達盟，中華民國成立後屬熱河省，滿洲國時期屬興安西省。1947年之後为內蒙古自治政府昭烏達盟行政公署驻地，直到1955年盟迁赤峰:662-664。中華人民共和國成立後劃歸内蒙古自治区东部区行政公署，文革時期一度歸屬遼寧省，1983年昭烏達盟改赤峰市，隨即歸屬赤峰。

## 行政区划
巴林左旗下辖7个镇、2个乡、2个苏木：
林东镇、隆昌镇、十三敖包镇、碧流台镇、富河镇、白音勿拉镇、哈拉哈达镇、查干哈达苏木、乌兰达坝苏木、三山乡、花加拉嘎乡、上京高新技术产业集中区和凤凰山工业集中区。

## 人口
根据内蒙古自治区第七次全国人口普查公报显示：赤峰市巴林左旗常住人口为277522人，男性人口占比50.42%，女性人口占比49.58%，年龄结构中0-14岁占比14.43%，15-59岁占比64.09%，60岁以上占比21.49%，65岁以上占比13.14%。

## 交通
- 303国道， 305国道过境。

## 旅游
辽上京城（辽上京遗址）、辽祖州祖陵遗址、辽真寂之寺石窟、辽韩匡嗣家族墓地、金界壕(巴林左旗段)等。